# Ensenada Gabinete
La ensenada Gabinete o ensenada Reales Cédulas (según Chile) es una ensenada ubicada en la costa este de la península Antártica.
Cubierta de hielo, forma parte de la barrera de hielo Larsen. Posee 58 km de largo en dirección noroeste-sureste, y aproximadamente 43 km de ancho en su entrada entre cabo Alexander/Suecia y cabo Robinson.

## Historia y toponimia
Fue cartografiada por el British Antarctic Survey (BAS) y fotografiado desde el aire por la Expedición de Investigación Antártica Ronne en diciembre de 1947. Fue nombrado en honor al gabinete de guerra del Reino Unido, que autorizó al BAS en 1943. También se ha denominado seno Crane, figurando así en mapas daneses y argentinos.
Su nombre en Chile fue colocado en 1963 por el Instituto Hidrográfico de la Armada de Chile en recuerdo de las Reales Cédulas por las que el Rey Carlos I de España, efectuó en 1545 la primitiva distribución del extremo sur de América y de la Terra Australis. Según la postura de Chile, dichas reales cédulas son los más antiguos y legítimos títulos de posesión en la Antártida y asignaron los territorios que por el uti possidetis iuris de 1810 pasaron a formar la República de Chile. Anteriormente recibía el nombre de seno Cabinet.

## Reclamaciones territoriales
Argentina incluye a la ensenada en el departamento Antártida Argentina dentro de la provincia de Tierra del Fuego, Antártida e Islas del Atlántico Sur; para Chile forma parte de la comuna Antártica de la provincia Antártica Chilena dentro de la Región de Magallanes y de la Antártica Chilena; y para el Reino Unido integra el Territorio Antártico Británico. Las tres reclamaciones están sujetas a las disposiciones del Tratado Antártico.
Nomenclatura de los países reclamantes: 
- Argentina: ensenada Gabinete[5][6]
- Chile: ensenada Reales Cédulas[4]
- Reino Unido: Cabinet Inlet[3]